# Arina Averinová
Arina Alexejevna Averinová (rusky Арина Алексеевна Аверина; * 13. srpna 1998) je ruská reprezentantka v moderní gymnastice. V roce 2017 obsadila druhé místo na mistrovství světa a stejné místo obsadila v roce 2018 na mistrovství Evropy. Je dvojnásobná mistryně Ruska (2015, 2017).
Její dvojče Dina Averinová je také reprezentantka v moderní gymnastice.

## Kariéra

### Juniorky
Obě dvě sestry se začaly věnovat moderní gymnastice pod vedením trenérky Larisy Bělovové, u které byly až do doby, kdy se staly členkami olympijského týmu a začaly trénovat pod Věrou Šatalinovou v Moskvě.
Arina, stejně tak jako Dina, začala závodit na mezinárodních soutěžích v roce 2011. Na Venera Cupu v Izraeli Arina získala stříbrnou medaili za obruč, bronzovou za sestavu s míčem, stuhou a celkově obsadila 3. místo. Na MTM Cup na Slovinsku obsadila v týmech (Dina Averinová a Alexandra Soldatovová) 1. místo a na ruském juniorském mistrovství byla 11. Dále byla 5. na z rusko-čínských hrách mládeže.

### Seniorky
V roce 2014 debutovala s její sestrou Dinou Averinovou v ruském prostředí, v hlavním městě Moskvě, kde celkově vyhrála 2. místo a umístila se za sestrou Dinou. Na Grand Prix v Cholonu získala celkově 1. místo a hned na to další den na dalších závodech obsadila 2. místo, před ní byla Alexandra Soldatovová. V roce 2015 získala na Grand Prix v Moskvě další zlatou medaili a v Budapešti se stala držitelkou 3. místa na MTK. V roce 2016 získala dvě stříbrné medile a jednu bronzovou na Grand Prix. V následujícím roce obsadila na Světových hrách tři zlaté medaile a jednu bronzovou a v témže roce si přivezla tři zlaté medaile z evropského mistrovství v Budapešti. Na mistrovství světa obsadila dvě 1. místa, dvě 2. místa a jedno 3. místo. Rok 2017 se tedy zdá být zatím nejúspěšnější sezónou. V roce 2018 obsadila 1. místo na mistrovství světa v Sofii, odkud si přivezla i dvě 3. místa. Navíc získala zlatou medaili z evropského šampionátu v Guadalajaře. Na olympiádě v Tokiu 2021 obsadila 4. místo a její sestra Dina Averinová obsadila 2. pozici.

## Osobní život
Narodila se rodičům Ksenii a Alexeji Averinovým ve městě Zavolžje. Dina a Arina začaly s gymnastikou ve čtyřech letech, hodně lidí spekuluje o tom, zda se považují za soupeřky. Na to jim Arina odpověděla: „Nejsme soutěžící. Pro nás je důležitější vidět na pódiu sportovce, který soutěží pod ruskou vlajkou a příjmením Averina“. Arina se narodila 20 minut před Dinou. Má ještě starší sestru Polinu Averinovou.